# HD243378
HD243378 є хімічно пекулярною зорею спектрального класу
A0 й має видиму зоряну величину в смузі V приблизно 11,8.

## Пекулярний хімічний вміст
Зоряна атмосфера HD243378 має підвищений вміст 
Si
.